# Estádio Cidade de Coimbra
Estádio Finibanco Cidade de Coimbra är en arena i Coimbra, Portugal. Arenan tillhör kommunen i Coimbra och används mest av den portugisiska fotbollsklubben Académica. Fram till 2003 kallades arenan "Estádio Municipal de Coimbra" eller "Estádio do Calhabé", efter namnet på dess plats i Coimbra.
Estadio Finibanco Cidade de Coimbra invigdes med en Rolling Stones-konsert den 27 september 2003, dit över 50 000 människor kom. Arenan byggdes om och renoverades några gånger när den skulle vara värd för några matcher i EM 2004, och den 29 oktober 2003 spelade Académica hemma mot Benfica i den första officiella matchen i den ombyggda arenan.
Arenans utformning innebär inte någon historisk eller traditionell referens. Tanken var att skapa en ny arena med glasfasader och ett estetiskt tak som stöds av eleganta montrar. De befintliga löparbanorna har bevarats för eventuell användning som en multi-purposeanläggning i framtiden. Arenan ritades av den portugisiska arkitektfirman Plarq i samarbete med KSS Design Group i London.
Arenan har en kapacitet på 30 210 personer. I anläggningen finns bar, kök och restaurang med panoramautsikt över planen.

## EM 2004
Arenan stod värd för två EM-matcher. Märkligt nog slogs rekordet för EM:s yngsta målgörare i båda matcherna, först genom Wayne Rooney och sedan av Johan Vonlanthen.